# ホッチキス Mle1914重機関銃
ホッチキス Mle1914重機関銃（ホッチキス Mle1914じゅうきかんじゅう, Hotchkiss Mle1914, ホッチキス M1914）は、フランスの兵器メーカーであったオチキス社によって開発され、第一次世界大戦中に採用されたフランス軍の標準的な重機関銃である。フランス語ではHが発音されないため原音に忠実な日本語表記は「オチキス」となり、「ホッチキス」はこれを購入した他言語圏（日本も含む）などでの呼び方である。

## 概要
Mle1914は、ベンジャミン・ホチキスの設計に忠実な機関銃の最終型であり（これ以前にMle1897・Mle1900・Mle1908の3種類が製造されていた）、ホッチキス Mle1909軽機関銃とは機構的にほとんど別物である。
第一次世界大戦勃発時点ではサン＝テティエンヌ Mle1907機関銃がフランス軍歩兵部隊の標準重機関銃であったが、Mle1907は野戦における信頼性が低かったため、1917年からはホッチキス重機関銃がフランス軍標準重機関銃の地位を占めるようになった。1917年から西部戦線に参戦したアメリカ合衆国遠征軍（American Expeditionary Forces）もホッチキス重機関銃を使用した（当時の米軍は機関銃の配備がヨーロッパ諸国より遅れており、国産のブローニングM1917重機関銃だけで全部隊に必要な機関銃を揃えきれず、フランス製のホッチキス重機関銃以外にもショーシャ Mle1915軽機関銃やホッチキス Mle1909軽機関銃、イギリス製のルイス軽機関銃やヴィッカース重機関銃などを使用する例も多かった）。
ホッチキス重機関銃はフランス軍においては1940年代初頭まで使用され、フランス以外では日本・メキシコ・スペイン・ベルギー・ポーランドが実戦で使用した。

## 開発と歴史
この機関銃は、1860年代にアメリカのベンジャミン・ホチキスがフランスに渡り設立した兵器メーカーオチキス社（Hotchkiss et Cie）で設計製造したもので、世界で初めてガス圧利用による作動方式を実現させた機関銃として「現在までに登場した全てのガス圧利用式小火器の共通の先祖」といわれる。1895年にフランス軍の重機関銃選定トライアルが行われ、ホッチキス Mle1897重機関銃が1897年に制式採用され、翌年には輸出のための売込みが開始された。
このMle1897の運用実績をもとに改良を重ねMle1900を経てMle1914が完成する（Mle1908はMle1914とは別の改良が行われた）。
1908年にはフランス国内の政治的圧力により、サン＝テティエンヌ造兵廠が設計したサン＝テティエンヌ Mle1907機関銃がフランス軍の標準機関銃として制式採用されたが、サン＝テティエンヌ Mle1907機関銃は信頼性が低かったため、1908年以降も戦力的に意味を持つだけの数のホッチキス Mle1908が導入された。しかし、ホッチキスは専ら植民地軍やアルプス山岳部隊に配備された。
1916年までの西部戦線のフランス軍歩兵部隊には未だに信頼性の低いサン＝テティエンヌ機関銃が大量に装備されていたが、これに対してアンリ・フィリップ・ペタン将軍はサン＝テティエンヌ機関銃より信頼性の高いホッチキス Mle1914機関銃を前線歩兵部隊に可及的速やかに配備するよう要求した。ペタン将軍の尽力もあって、1917年-1918年ごろにはホッチキス Mle1914がフランス軍の各歩兵師団に配備された。

## 機構
ホッチキス重機関銃は、同じ重機関銃でも水冷式銃身と反動利用ショートリコイル作動方式のマキシム機関銃と対照的に、空冷式の銃身と発射ガスの圧力を利用したガス圧作動方式を備えている。
本体構成は32個の部品で構成され、スプリングはコイル式のものを4本だけ使用し、組み立てにはねじやピンを一切使用せず、部品が逆方向にはセットできないように形状にも配慮して設計されており、分解や組み立てが簡単に行える。
撃発機構は、長時間の連射による銃身の過熱が原因で、引き金を引かなくても弾薬を薬室に装填した瞬間に銃身の熱で火薬に引火して発射してしまい連射が止まらなくなる「コックオフ」現象の予防対策として、オープンボルト状態から射撃を開始する。これは、初期型のMle1897から受け継がれており、現存する多くの軽機関銃・汎用機関銃・重機関銃も同じ理由でオープンボルト方式を採用している。
肉厚の銃身は1,000発の発射を目処に交換することになっていたが、これも専用のレンチを使えば素早く簡単に行うことができる。その銃身も、暗赤色に発光する摂氏400℃まで耐えることが可能である。銃身の根元には大型のリブが設けられ、質量と表面積を増すことで冷却効果を図っている。
ホッチキス重機関銃は1丁につき3人1組のチームで運用する。弾丸は専用の保弾板（feed strip）に24発装着し、保弾板は最終弾撃発後に自動的に排出され、ボルトは後退位置で停止する。保弾板方式は地上において3人の歩兵での運用にはちょうどよかったものの、装弾数、つまりは連射可能時間が布ベルト弾帯に100-250発装備するマキシム機関銃より極端に短かったために航空機や戦車などへの搭載に支障をきたした。この欠点を補うために、250連発の非分離式メタルリンクが1917年に採用され、シュナイダーCA1・サン・シャモン・ルノー FT-17など、第一次世界大戦当時のフランス製戦車や歩兵部隊で広く使用された。もっとも、銃身の過熱を抑えるには保弾板方式の方が適切であった。
1900年から2種類の標準三脚が第一次大戦前まで使用されていたが、最終型の3代目の三脚（Mle1916）は最も広く使用され、大量に支給された。このMle1916三脚はホッチキス重機関銃とサン＝テティエンヌ機関銃の両方を搭載することが可能で、「乗り合い三脚」（Omnibus Tripod）と呼ばれた。
ホッチキス重機関銃最大の弱点は、銃と三脚を合わせて合計46.8kgにもなる重量にあった。「乗り合い三脚」は重量だけでなく銃が設置された位置が高すぎ、後の日本製のホッチキス系の発展型とは異なり、姿勢を低く調整することができなかった。平地に設置すると射手が三脚の後脚に設けられたサドルに座る格好になるため、射手が榴弾の破片に晒されたり狙撃手に狙われ易くなり、塹壕に設置しにくくなる欠点を有していた。なおマキシム機関銃は重量に関しては似たようなものであったが、銃架は比較的全高が低いため、平地では膝立て撃ちか伏せ撃ち、または地面に座る格好にできる分狙われにくかった。

## 運用
ホッチキス重機関銃の主なユーザーであるフランス軍歩兵部隊は、この機関銃を第一次世界大戦から1940年まで使用した。オチキス社は、1914年-1918年までの5年間に4万7千丁のMle1914をフランス軍に納入した。その大半は当時のフランス軍制式弾薬であった8x50mmR弾を使用したが、旧式の11mm Gras弾を使用するタイプも数百丁製造され、それらは植民地軍に供給された。
フランスに次いでホッチキス重機関銃を使用したのは、1917年から西部戦線でイギリス・フランスと共に戦ったアメリカ合衆国遠征軍（American Expeditionary Forces）であり、フランス軍と同一の8x50mmR弾を使用するタイプを7千丁導入した。
日本（大日本帝国）は当初マキシム機関銃を馬式機関砲として採用したが、本来の性能を国産では実現できず、次いでホッチキス Mle1897重機関銃の三十年式実包（6.5mm弾）仕様を保式機関砲としてライセンス生産して配備し、日露戦争当時の日本陸軍歩兵・騎兵部隊の標準装備となった。対するロシア帝国陸軍はマキシム機関銃を旅順攻囲戦などで使用した。その後に日本が設計した歩兵用重機関銃（三八式機関銃・三年式機関銃・九二式重機関銃・一式重機関銃）は、全てホッチキス式の作動機構と給弾機構（保弾板）を採用または発展改良して受け継いでいる。
7x57mm Mauser口径のホッチキス重機関銃は、メキシコ革命においてポルフィリオ・ディアス率いる政府軍とパンチョ・ビリャ率いる革命軍の双方が使用し、スペイン内戦でもマヌエル・アサーニャ率いる人民戦線政府軍とフランシスコ・フランコ将軍率いる反乱軍の双方が使用した。
7.92x57mmモーゼル弾口径のモデルも製造され、これらはポーランド・ソビエト戦争にてポーランド軍が使用した。
第二次世界大戦後は、フランス軍で新型の7.5x54mm弾（1928年から更新が始まっていた）が新制式弾薬となったことと小口径の重機関銃の存在意義が汎用機関銃の登場によって失われたため、AA-52汎用機関銃と交代する形で退役した。

## 登場作品
『レジェンド・オブ・メキシコ/デスペラード』
クライマックスの市街戦場面で市民が本銃を持ち出して、クーデターを企てた軍部隊に向けて発砲する。

## ギャラリー

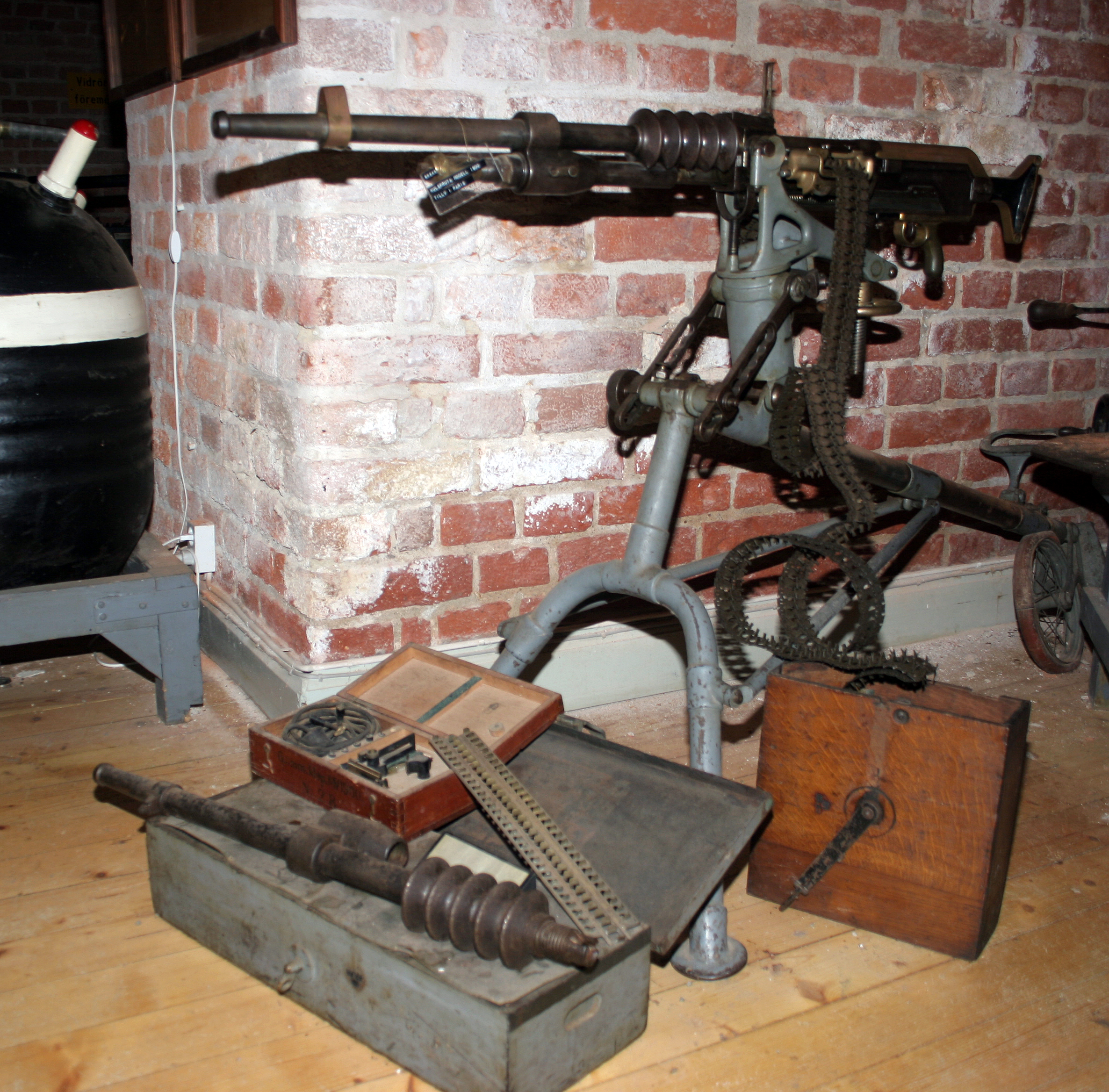
ベルトリンクが接続されたMle1900。手前には保弾板と予備銃身がある
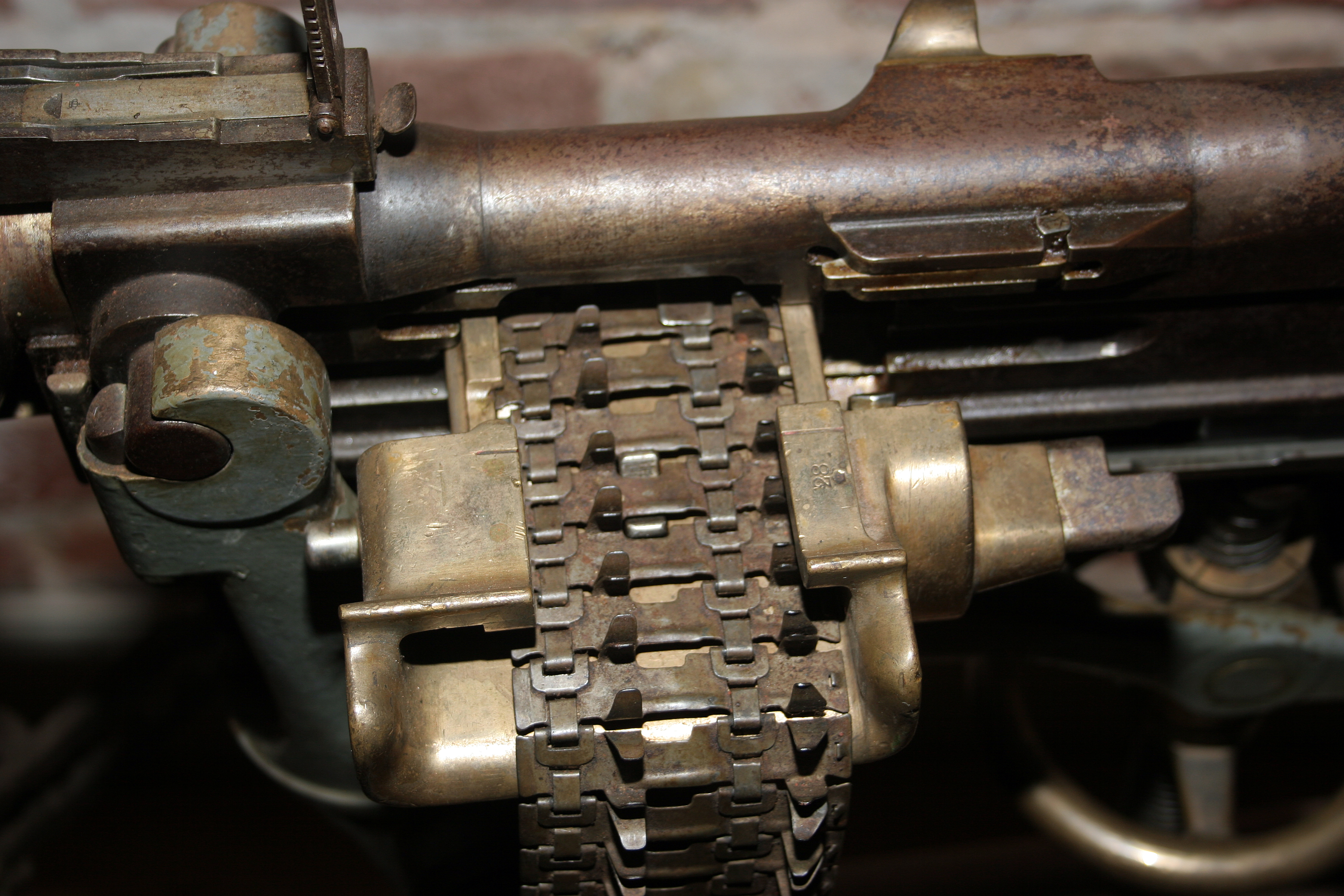
ベルトリンクが接続された給弾部の詳細
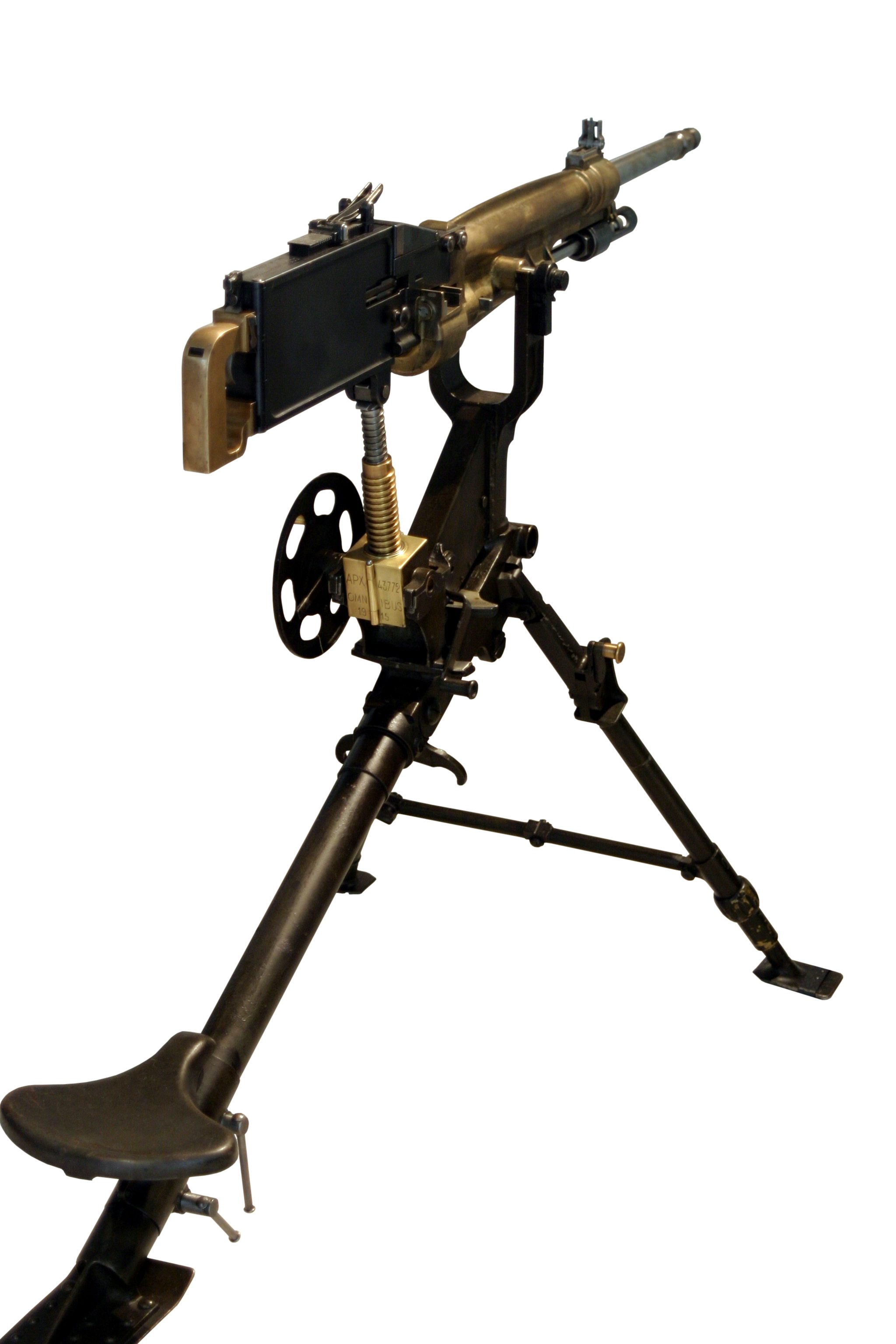

- サン=テティエンヌ Mle1907重機関銃
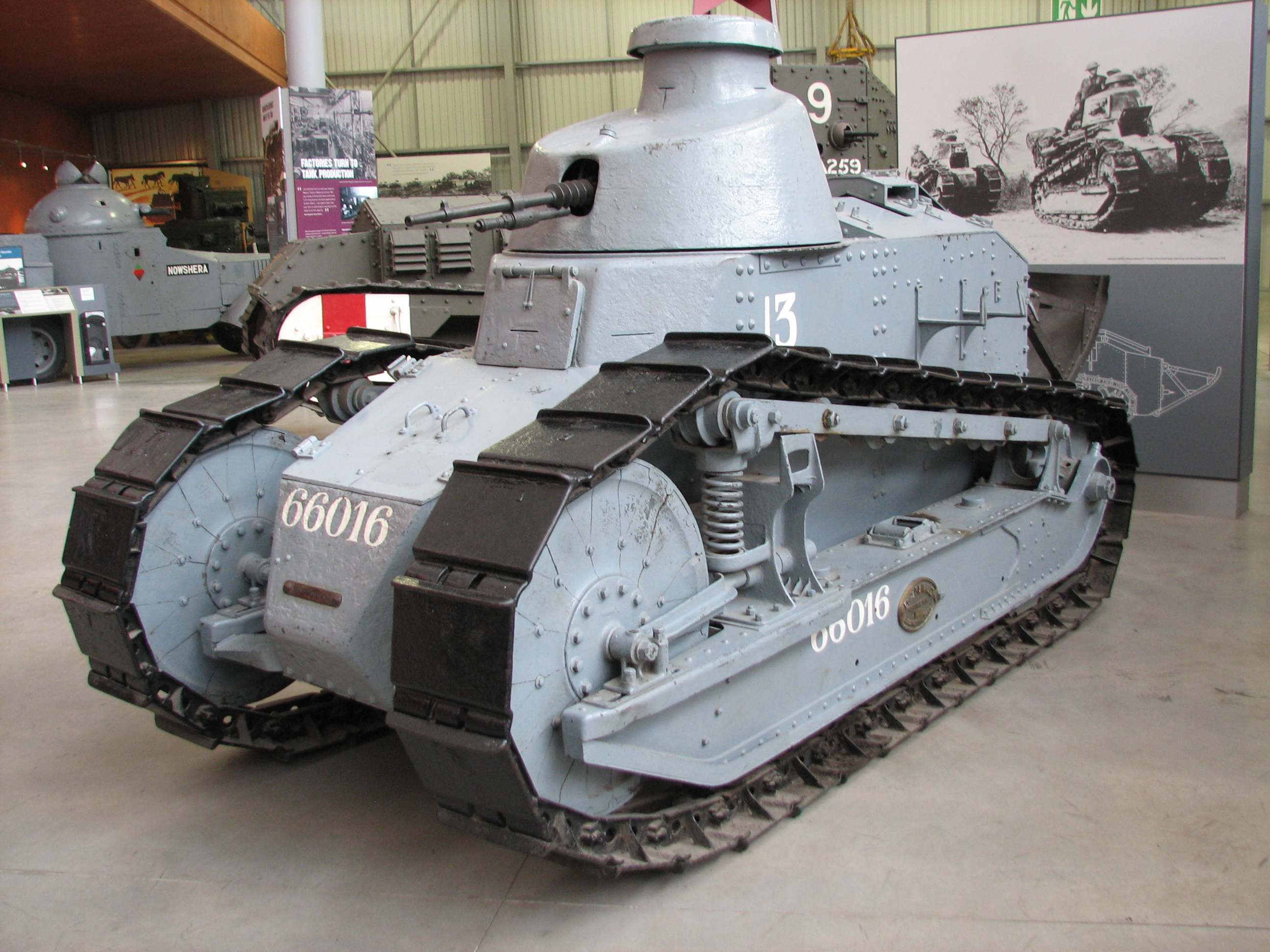
ボービントン戦車博物館に展示されているルノー製FT-17軽戦車。砲塔からホッチキス重機関銃の銃身が覗いている。